# Raikot
Raikot is een nagar panchayat (plaats) in het district Ludhiana van de Indiase staat Punjab. 

## Demografie
Volgens de Indiase volkstelling van 2001 wonen er 24.738 mensen in Raikot, waarvan 53% mannelijk en 47% vrouwelijk is. De plaats heeft een alfabetiseringsgraad van 66%.